# Villa disparilis
Villa disparilis är en tvåvingeart som beskrevs av Wray Merrill Bowden 1964. Villa disparilis ingår i släktet Villa och familjen svävflugor.
Artens utbredningsområde är Ghana. Inga underarter finns listade i Catalogue of Life.